# رابی رایان (بازیکن فوتبال)
رابی رایان (انگلیسی: Robbie Ryan؛ زادهٔ ۱۶ مهٔ ۱۹۷۷) بازیکن فوتبال اهل جمهوری ایرلند است.
از باشگاه‌هایی که در آن بازی کرده‌است می‌توان به باشگاه فوتبال بریستول راورز، باشگاه فوتبال اشفورد تاون، باشگاه فوتبال هادرزفیلد تاون، باشگاه فوتبال ولینگ یونایتد، و باشگاه فوتبال میلوال اشاره کرد.
وی همچنین در تیم ملی فوتبال زیر ۲۱ سال جمهوری ایرلند بازی کرده‌است.